# 221019 Raine
221019 Raine è un asteroide della fascia principale. Scoperto nel 2005, presenta un'orbita caratterizzata da un semiasse maggiore pari a 2,4591542 UA e da un'eccentricità di 0,2045358, inclinata di 1,94525° rispetto all'eclittica.